# Ligne 9 du tramway d'Anvers
Pour les articles homonymes, voir Ligne 9.
La ligne 9 du tram d'Anvers est une ligne de tramway qui relie Borsbeek (Silsburg) à Linkeroever.

## Histoire
1er septembre 2012 : mise en service entre Anvers P+R Luchtbal et Deurne Eksterlaar; indice 9.
8 janvier 2018 : prolongement de Deurne Eksterlaar à Deurne Silsburg pour remplacer le tram 4,.
23 avril 2019 : fin des travaux sur la Guldenvliesstraat, le tram 4 reprend son itinéraire classique et le tram 9 reprend son terminus d'Eksterlaar.
État au 1er septembre 2019 : 9 Anvers P+R Linkeroever - Deurne Eksterlaar.
Depuis le 7 novembre 2022, la ligne 9 est prolongée jusque Silsburg en remplacement de la ligne 4.

## Tracé et stations
La ligne 9 relie Borsbeek (à l'est de l'agglomération) à Linkeroever (sur la rive gauche de l'Escaut). Elle emprunte le prémétro d'Anvers entre les stations Plantin et Frederik van Eeden.

### Les stations
|  |   |  | Station                    | Lat/Long                    | Commune  | Correspondances |
|  | - |  | -------------------------- | --------------------------- | -------- | --- |
|  | O |  | Silsburg                   | 51° 12′ 14″ N, 4° 28′ 58″ E | Borsbeek | Ligne 24 du tramway d'Anvers |
|  | o |  | Dassastraat                | 51° 12′ 18″ N, 4° 28′ 37″ E | Anvers   | Ligne 24 du tramway d'Anvers |
|  | o |  | Florent Pauwels            | 51° 12′ 21″ N, 4° 28′ 16″ E | Anvers   | Ligne 8 du tramway d'Anvers · Ligne 24 du tramway d'Anvers                                                                                            |
|  | o |  | Van den Hautelei           | 51° 12′ 09″ N, 4° 28′ 04″ E | Anvers   | |
|  | o |  | Eksterlaar                 | 51° 12′ 09″ N, 4° 27′ 46″ E | Anvers   | |
|  | o |  | Jozef Verboven             | 51° 12′ 02″ N, 4° 27′ 36″ E | Anvers   | |
|  | o |  | Cruyslei                   | 51° 11′ 56″ N, 4° 27′ 29″ E | Anvers   | |
|  | o |  | Te Boelaarpark             | 51° 11′ 54″ N, 4° 27′ 15″ E | Anvers   | |
|  | o |  | De Preter                  | 51° 12′ 00″ N, 4° 27′ 00″ E | Anvers   | |
|  | o |  | Apollo                     | 51° 12′ 02″ N, 4° 26′ 46″ E | Anvers   | |
|  | o |  | Groenenhoek                | 51° 12′ 00″ N, 4° 26′ 24″ E | Anvers   | Ligne 4 du tramway d'Anvers · Ligne 11 du tramway d'Anvers                                                                                            |
|  | o |  | Berchem Station            | 51° 12′ 05″ N, 4° 26′ 04″ E | Anvers   | SNCB |
|  | o |  | Cuperus                    | 51° 12′ 13″ N, 4° 25′ 38″ E | Anvers   | Ligne 4 du tramway d'Anvers |
|  | o |  | Zurenborg                  | 51° 12′ 23″ N, 4° 25′ 32″ E | Anvers   | |
|  | o |  | Plantin                    | 51° 12′ 38″ N, 4° 25′ 19″ E | Anvers   | Ligne 2 du tramway d'Anvers · Ligne 6 du tramway d'Anvers · Ligne 15 du tramway d'Anvers                                                              |
|  | o |  | Diamant - Centraal Station | 51° 13′ 00″ N, 4° 25′ 14″ E | Anvers   | SNCB |
|  | o |  | Opera                      | 51° 13′ 05″ N, 4° 24′ 56″ E | Anvers   | Ligne 1 du tramway d'Anvers · Ligne 3 du tramway d'Anvers · Ligne 5 du tramway d'Anvers · Ligne 10 du tramway d'Anvers · Ligne 15 du tramway d'Anvers |
|  | o |  | Meir                       | 51° 13′ 06″ N, 4° 24′ 24″ E | Anvers   | Ligne 3 du tramway d'Anvers · Ligne 4 du tramway d'Anvers · Ligne 5 du tramway d'Anvers · Ligne 7 du tramway d'Anvers · Ligne 15 du tramway d'Anvers  |
|  | o |  | Groenplaats                | 51° 13′ 07″ N, 4° 24′ 06″ E | Anvers   | Ligne 3 du tramway d'Anvers · Ligne 4 du tramway d'Anvers · Ligne 5 du tramway d'Anvers · Ligne 15 du tramway d'Anvers                                |
|  | o |  | Van Eeden                  | 51° 13′ 14″ N, 4° 23′ 11″ E | Anvers   | Ligne 3 du tramway d'Anvers · Ligne 5 du tramway d'Anvers · Ligne 15 du tramway d'Anvers                                                              |
|  | o |  | Halewjn                    | 51° 13′ 13″ N, 4° 22′ 46″ E | Anvers   | Ligne 3 du tramway d'Anvers · Ligne 5 du tramway d'Anvers · Ligne 15 du tramway d'Anvers                                                              |
|  | o |  | A. Van Cauwelaert          | 51° 13′ 13″ N, 4° 22′ 30″ E | Anvers   | Ligne 3 du tramway d'Anvers · Ligne 5 du tramway d'Anvers · Ligne 15 du tramway d'Anvers                                                              |
|  | o |  | Sporthal                   | 51° 13′ 12″ N, 4° 22′ 05″ E | Anvers   | Ligne 3 du tramway d'Anvers · Ligne 5 du tramway d'Anvers · Ligne 15 du tramway d'Anvers                                                              |
|  | o |  | Regatta                    | 51° 13′ 12″ N, 4° 21′ 46″ E | Anvers   | Ligne 3 du tramway d'Anvers · Ligne 5 du tramway d'Anvers · Ligne 15 du tramway d'Anvers                                                              |
|  | O |  | P+R Linkeroever            | 51° 13′ 11″ N, 4° 21′ 01″ E | Anvers   | P+R |

## Exploitation de la ligne
La ligne 9 est exploitée par De Lijn.

### Fréquence
La ligne 9 a une fréquence d'un tram toutes les dix minutes en journée, et d'un tram toutes les quinze minutes en soirée.

### Matériel roulant
La ligne est exploitée à l'aide de rames Bombardier Hermelijn et Bombardier Flexity Albatros courtes.